# Rensjön, Västerbotten
Rensjön är en sjö i Skellefteå kommun i Västerbotten och ingår i Rickleåns huvudavrinningsområde. Sjön har en area på 0,107 kvadratkilometer och ligger 265,4 meter över havet. Sjön avvattnas av vattendraget Rensjöbäcken.

## Delavrinningsområde
Rensjön ingår i det delavrinningsområde (716572-170999) som SMHI kallar för Mynnar i Sikån. Medelhöjden är 265 meter över havet och ytan är 7,19 kvadratkilometer. Det finns inga avrinningsområden uppströms utan avrinningsområdet är högsta punkten. Rensjöbäcken som avvattnar avrinningsområdet har biflödesordning 3, vilket innebär att vattnet flödar genom totalt 3 vattendrag innan det når havet efter 80 kilometer. Avrinningsområdet består mestadels av skog (60 procent) och sankmarker (34 procent). Avrinningsområdet har 0,11 kvadratkilometer vattenytor vilket ger det en sjöprocent på 2,3 procent.